# Aristea simplex
Aristea simplex är en irisväxtart som beskrevs av August Henning Weimarck. Aristea simplex ingår i släktet Aristea och familjen irisväxter. Inga underarter finns listade i Catalogue of Life.